# Municipio Bocoyna
Koordinaten: 27° 48′ N, 107° 36′ W
Bocoyna ist ein Municipio mit gut 28.000 Einwohnern im mexikanischen Bundesstaat Chihuahua. Das Municipio hat eine Fläche von 2710,2 km². Verwaltungssitz ist das gleichnamige Bocoyna, größter Ort im Municipio hingegen ist San Juanito, der zweitgrößte Ort ist das Pueblo Mágico Creel.

## Geographie
Das Municipio Bocoyna liegt im Südwesten des Bundesstaats Chihuahua auf einer Höhe zwischen 1000 m und 2900 m. Es zählt zur Gänze zur physiographischen Provinz der Sierra Madre Occidental. 59 % des Municipios liegen in der hydrologischen Region Bravo-Conchos und entwässern in den Golf von Mexiko, 37 % zählen zur hydrologischen Region Sinaloa und entwässern über den Río Fuerte in den Golf von Kalifornien, der Rest zählt zur hydrologischen Region Sonora Sur und entwässert über den Río Yaqui ebenfalls in den Gold von Kalifornien. Die Geologie des Municipios wird zu 88 % von rhyolithischem Tuff bestimmt bei 7 % Andesit; vorherrschende Bodentypen im Municipio sind der Regosol (42 %), Luvisol (29 %), Leptosol und Phaeozem (je 11 %). 83 % des Municipios sind bewaldet, 16 % werden ackerbaulich genutzt.
Das Municipio ist umgeben von den Municipios Carichí, Ocampo, Guerrero, Maguarichi, Guachochi und Urique.

## Bevölkerung
Beim Zensus 2010 wurden im Municipio 28.766 Menschen in 7852 Wohneinheiten gezählt. Davon wurden 5773 Personen als Sprecher einer indigenen Sprache registriert, darunter 5454 Sprecher der Tarahumara-Sprache. Etwa 14 % der Bevölkerung waren Analphabeten. 10.446 Einwohner wurden als Erwerbspersonen registriert, wovon gut 73,5 % Männer bzw. 3 % arbeitslos waren. 17,7 % der Bevölkerung lebten in extremer Armut.

## Orte
Das Municipio Bocoyna umfasst 508 bewohnte localidades, von denen neben dem Hauptort auch San Juanito und Creel vom INEGI als urban klassifiziert sind. 24 Orte wiesen beim Zensus 2010 eine Einwohnerzahl von über 100 auf. Die größten Orte sind:
| Ort         | Einwohner |
| San Juanito | 10.535    |
| Creel       | 05.026    |
| Sisoguichi  | 01.097    |
| Bocoyna     | 00.796    |
| Sojahuachi  | 00.377    |